# Baia Domizia
Baia Domizia è una località turistica balneare italiana situata in Campania. Ubicata nel Golfo di Gaeta, lungo il litorale domizio, in provincia di Caserta, è frazione sia del comune di Sessa Aurunca che del comune di Cellole, al confine con il Lazio, dal quale è separata dal fiume Garigliano.

## Storia

### Dall'età antica alla seconda guerra mondiale
In età antica, il tratto della pineta alla foce del Garigliano era, per le popolazioni italiche prima e per gli antichi Romani poi, un lucus (bosco sacro) dedicato alla dea Marìca, ninfa delle paludi e delle acque, il cui tempio si trovava sull'opposta sponda del fiume, nel territorio di Minturno. Gli Ausoni anche detti Aurunci le dedicarono un grande tempio presso Minturno, edificato probabilmente attorno al settimo/sesto secolo a.C., sulla riva destra-nord, in prossimità della foce del fiume Liri, oggi Garigliano, a circa 400 m dal mare. Sulla sponda sinistra-Sud si estendeva invece il bosco sacro, il Lūcus Marīcae dedicato alla divinità. Il tempio era costruito con blocchi di tufo grigio provenienti dalle cave a sud del monte Massico. Poco prima del crollo dell'impero romano, nell'estate del 458, un gruppo di Vandali, guidato dal cognato di Genserico, sbarcò alla foce del Garigliano e devastò l'area ricca di ville gentilizie, saccheggiandola: la minaccia fu debellata dall'intervento dell'esercito imperiale, comandato da uno degli ultimi imperatori romani, Maggioriano, che guidò personalmente l'esercito sconfiggendo i Vandali nei pressi di Sinuessa e inseguendoli, mentre erano appesantiti dal bottino, fino alle navi. Dopo il crollo dell'impero romano, con le continue scorrerie barbariche e saracene, divenne impossibile continuare a manutenere i sistemi irrigui e di contenimento delle acque nelle campagne, che vennero abbandonate. Questo, unitamente alla natura dei terreni, naturalmente ricchi d'acqua, portò all'impaludamento delle zone immediatamente a ridosso della linea di costa. Il territorio divenne così una grande palude, conosciuta come pantano di Sessa.
Nella zona presso il fiume si svolsero nella storia diverse battaglie: nell'881 sbarcarono nei pressi della foce del Garigliano i Saraceni che qui si stabilirono in una vera e propria cittadella fortificata, un cosiddetto ribāṭ, dal quale partivano per veloci scorribande predatorie in tutta l'Italia centro-meridionale. Nel 915 papa Giovanni X riunì un esercito nella Lega Cristiana, composta da Longobardi e Bizantini, per fronteggiare le incursioni saracene. Dopo la prima battaglia del Garigliano, che spazzò via l'insediamento saraceno, per custodire l'area venne eretta una serie di alte torri fortificate, che attraverso segnali luminosi ed acustici avrebbero potuto segnalare l'arrivo di eventuali invasori su tutta la linea di costa a nord e a sud del fiume, alla foce del Garigliano e nelle zone interne più alte. Il principe longobardo di Capua Pandolfo Testadiferro, o Capodiferro, edificò attorno al 930, alla foce del Garigliano, la torre che prese appunto il nome del condottiero (Torre di Capodiferro).
Si ricordano inoltre la seconda battaglia del Garigliano (1503) tra spagnoli e francesi, che consegnò di fatto tutto il meridione d'Italia al dominio degli spagnoli per oltre tre secoli, e la terza battaglia del Garigliano (1860) tra i Borboni ed i Sabaudi proprio sul Ponte Real Ferdinando sul Garigliano, epilogo della spedizione dei Mille durante l'unità d'Italia. Presso la località, durante la seconda guerra mondiale, venne inoltre combattuta la battaglia di Montecassino, l'ultimo scontro importante prima dello sfondamento della Linea Gustav. Durante gli scontri per lo sfondamento della linea vennero distrutte alcune costruzioni di rilievo storico come la Torre di Capodiferro - divenuta poi sede del museo della civiltà aurunca - e il ponte Real Ferdinando sul fiume Garigliano, progettato da Luigi Giura.

### Ilboom economico: il progetto e la costruzione
Già durante il miracolo economico italiano, l'idea di fare della località un insediamento turistico nacque nella seconda metà degli anni 1950; nel 1958 era stato bandito un concorso nazionale per la progettazione di un centro turistico che doveva sorgere presso località "Pantano", mettendo in vendita i terreni al miglior offerente. Il progetto non ebbe tuttavia seguito a causa della scarsa disponibilità di capitali e di know-how presso l'imprenditoria locale.
Negli anni 1960 il comune di Sessa Aurunca nell'intento di valorizzare e urbanizzare la pineta bandí un concorso a livello nazionale, per il vaglio dei progetti fu chiamata una commissione di professionisti di fama fra cui il Prof. Riccardo Pacini. Fu scelta la società "Aurunca Litora", con sede nel Veneto il cui presidente era l'imprenditore padovano Giuseppe Longato, questi nel 1959 aveva già avviato in provincia di Venezia un'operazione analoga, Bibione, e Mocellini in quel periodo costruiva palazzi sul Lido di Jesolo. Una pubblicità della società veneta spiegava che il progetto rispettava l'ambiente naturale preesistente e che solo poche costruzioni sarebbero state visibili dalla spiaggia, mentre l'accesso al mare attraverso la pineta sarebbe avvenuto esclusivamente attraverso viali pedonali.
Il progetto di massima definitivo venne elaborato dall'architetto e urbanista padovano Lorenzo Menegazzo, noto come Renzo Men. La viabilità sarebbe stata costituita da un asse centrale curvilinea, che intersecava l'asse centrale tramite rotatorie e dalla quale si dipartivano verso le aree residenziali piccole strade a scarso traffico, ci sarebbe stata un'unica strada di scorrimento esterna al centro abitato. Le strade raggiungevano una lunghezza complessiva di 26 km ed erano previsti circa un milione e mezzo di m³ di costruzioni (con un indice di 0,7 m³ per m²). Erano previsti tre "nuclei insediativi" a maggiore densità edilizia, che dovevano sorgere a circa 2 km l'uno dall'altro, intervallati da zone estensive e delimitati da due zone con impianti sportivi, a sud e a nord dell'insediamento: a nord, sul fiume Garigliano avrebbe dovuto sorgere un porto turistico, mentre a sud, approfittando delle sorgenti sulfuree nel territorio confinante dell'antica città di Sinuessa, ove doveva sorgere un impianto termale. Il nucleo centrale avrebbe ospitato la maggior parte dei servizi (stazione di pullman, uffici comunali, azienda di soggiorno, banche, centri religiosi, scuole, stazioni di polizia, cinema, teatro, sale giochi).quando fu immaginata e costruita come località balneare destinata ad un pubblico d'élite.
Secondo l'atto di compravendita, il progetto avrebbe dovuto concretizzarsi con le seguenti tappe:
- 1962: rilievi ed elaborazione di un piano regolatore generale;
- 1963: inizio dei lavori infrastrutturali su un terzo dell'area (strade, fognature, rete elettrica e idrica) e della costruzione di un grande albergo, di cinquanta villini e di venti negozi, tra cui un supermercato; inizio della campagna pubblicitaria;
- 1964: costruzione di impianti sportivi, di quaranta bungalows, di motel all'americana; lancio pubblicitario internazionale;
- 1965 inizio della costruzione di altri due alberghi e di tre pensioni; continuazione della campagna pubblicitaria;
- 1966: completamento delle opere stradali ed edilizie;
- entro un decennio completamento del piano di massima.[6]

### Le vicende amministrative e la costruzione
Il consiglio comunale di Sessa Aurunca favorì l'iniziativa, come occasione di sviluppare turisticamente la zona marina. Le difficoltà che le amministrazioni del tempo incontrarono ne impedirono la realizzazione diretta, così la commissione allora presieduta dal notaio Antonio Franco Girfatti (poi dimessosi) indusse a vendere la pineta alla "Aurunca Litora". Il 28 agosto del 1963 venne approvata dalla giunta provinciale amministrativa la vendita dei terreni alla società veneta, i terreni di proprietà comunale in località "Pineta" per un'estensione di 275 ettari, al costo di 450 lire al m², per un prezzo totale di 1 239 228 000 lire, di cui la società avrebbe pagato subito la somma di 904 812 851 lire e il resto pari a 334 415 149 in quattro rate a iniziare dal 31 dicembre 1964 fino al 31 dicembre 1967. Il primo contratto di compravendita preceduto da un contratto preliminare dell'11 aprile 1962 fu fatto il 13 ottobre 1962, il contratto definitivo fu stipulato il 22 agosto 1963.
I lavori cominciarono il 27 aprile 1965 ed il progetto, seppur nelle sue grandi linee, venne realizzato, ma mancarono alcune delle opere a corollario che restarono incompiute: non vennero realizzate la zona nord, denominata "sportiva", dove sarebbe dovuto sorgere il porticciolo con la darsena, e qualche altra importante struttura, opere che furono poi in seguito abbandonate. Il comune di Sessa Aurunca si era obbligato a cedere ad un prezzo concordato i terreni per realizzare la darsena con accesso dal Garigliano "ovunque fosse ritenuto idoneo tecnicamente", ed inoltre anche un'area di estensione compresa tra i 15 e i 20 ettari per realizzare un aeroporto turistico.

### Le inchieste giornalistiche e le speculazioni
Nel 1977 il libro Dossier Baia Domizia, uno scandalo democristiano, scritto dal giornalista Silvio Bertocci, tratta delle vicende relative alla nascita della località come un caso di commistione tra affari e politica, che vedeva implicato il partito egemone, la Democrazia Cristiana, che all'epoca dominava il consiglio comunale di Sessa Aurunca ed aveva ugualmente una notevole forza in Veneto. Secondo il giornalista, si trattò di un'enorme speculazione edilizia, utile per far incassare al partito sostanziose tangenti e creare nuovi rapporti clientelari. Nel libro, fra l'altro, sono citati due casi che hanno suscitato ampie discussioni in illo tempore: il primo è quello di un trenino turistico che era una delle principali attrazioni della località, fino a quando non fu definitivamente posto sotto sequestro dalla magistratura in quanto il proprietario, gestore di un noleggio di biciclette, secondo i giudici lo utilizzava illegalmente come un vero e proprio servizio di trasporto urbano a pagamento (400 lire di allora, e si trattava di due trenini, uno diretto al villaggio svedese e l'altro a Baia Murena) i cui ricavi - esentasse - furono quantificati dagli inquirenti in una ventina di milioni di lire circa a stagione (equivalenti, in illo tempore, alla quotazione media di una casa di piccole dimensioni del posto); il secondo riguarda la presenza di una sorta di polizia privata del posto, che si automanteneva imponendo una sorta di tributo ai proprietari delle numerose villette presenti in loco, e si diceva che chi si opponeva a ciò avrebbe trovato poi la propria abitazione sistematicamente svaligiata.
Un altro libro che parla dell'edificazione di Baia Domizia è "Giovanni Leone. La carriera di un presidente." scritto da Camilla Cederna, e pubblicato nel 1978.

### Il successo e il turismo dei VIP
Per la campagna pubblicitaria internazionale fu creato uno stemma, disegnato da Pino Castagna, uno scultore-ceramista amico del presidente Longato, con una B contrapposta ad una D inserite in un cerchio, con un'onda al centro: il marchio con le foto della neonata destinazione era presente sulle principali riviste italiane ed europee, in particolare nel Regno Unito, in Germania, Svizzera, Francia e dai paesi scandinavi, da cui arrivarono numerosi villeggianti, soprattutto dalla Svezia.
Una delle strutture più famose fu il villaggio turistico "La Serra", di proprietà svedese, da tutti conosciuto in illo tempore come "il villaggio svedese", essendo riservato allora ai soli villeggianti scandinavi. Il tutto fu riportato anche in un cinegiornale dell'Istituto Luce del 1975, "Una 'fettina' di Svezia in Italia, 217 cottages per 1600 posti, un villaggio nato nel 1968 grazie ad una cooperativa, di proprietà dei sindacati svedesi". Sulle spiagge di Baia si videro i primi topless, che fecero gridare allo scandalo: persino l'allora vescovo di Sessa Aurunca, Vittorio Maria Costantini (che fra l'altro inaugurò e benedì nel 1974 la nuova chiesa parrocchiale appena costruita), tuonò dal pulpito arrivando a definire Baia Domizia la "pietra dello scandalo", dando luogo ad un vero e proprio fenomeno di costume.
Lo scrittore casertano Francesco Piccolo racconta questo fenomeno di costume nel suo libro del 2018  "L'animale che mi porto dentro" «Sembravano tutte – così dicevano – magre, alte, allegre» scrive a proposito delle sue esperienze estive  quando era poco più che un bambino e la sua comitiva alimentava miti sessuali su un gruppo di ragazze svedesi. In quel «così dicevano» c’è il senso di tutto il discorso: quando ancora non sa cosa pensare del corpo femminile, ecco che dentro di lui si insinuano gli schemi della comunità.
Alle mitiche svedesi si aggiungevano le presenze internazionali del campeggio e dei vari hotel che la rendevano abitata per oltre il 50% da stranieri.
La località fu, fino alla fine degli anni '70, una delle destinazioni più alla moda di tutto il Sud Italia, al punto che, per quantità e qualità della vita notturna, rivaleggiò alla pari con Capri e le altre rinomate località della costiera amalfitana.
Nei suoi bar e locali notturni il cocktail più diffuso era lo spritz; in quel periodo accaddero molti avvenimenti come quello per l'inaugurazione dell'hotel "Domizia Palace", e di bella vita presso i locali notturni dove si esibivano i più importanti cantanti e gruppi musicali del tempo. Nelle stradine della località circolavano variopinti risciò a pedali ed erano sempre affollate di turisti provenienti da tutte le parti d'Europa. La stagione cominciava a marzo e terminava alla fine di ottobre. Enorme fu, in termini di sviluppo economico e di crescita sociale, ma anche di liberazione sessuale l'impatto sulle popolazioni dei paesi circostanti. Tutta l'area aurunca risentì positivamente della ventata d'aria fresca che giungeva con le genti e le culture che Baia Domizia attirava.

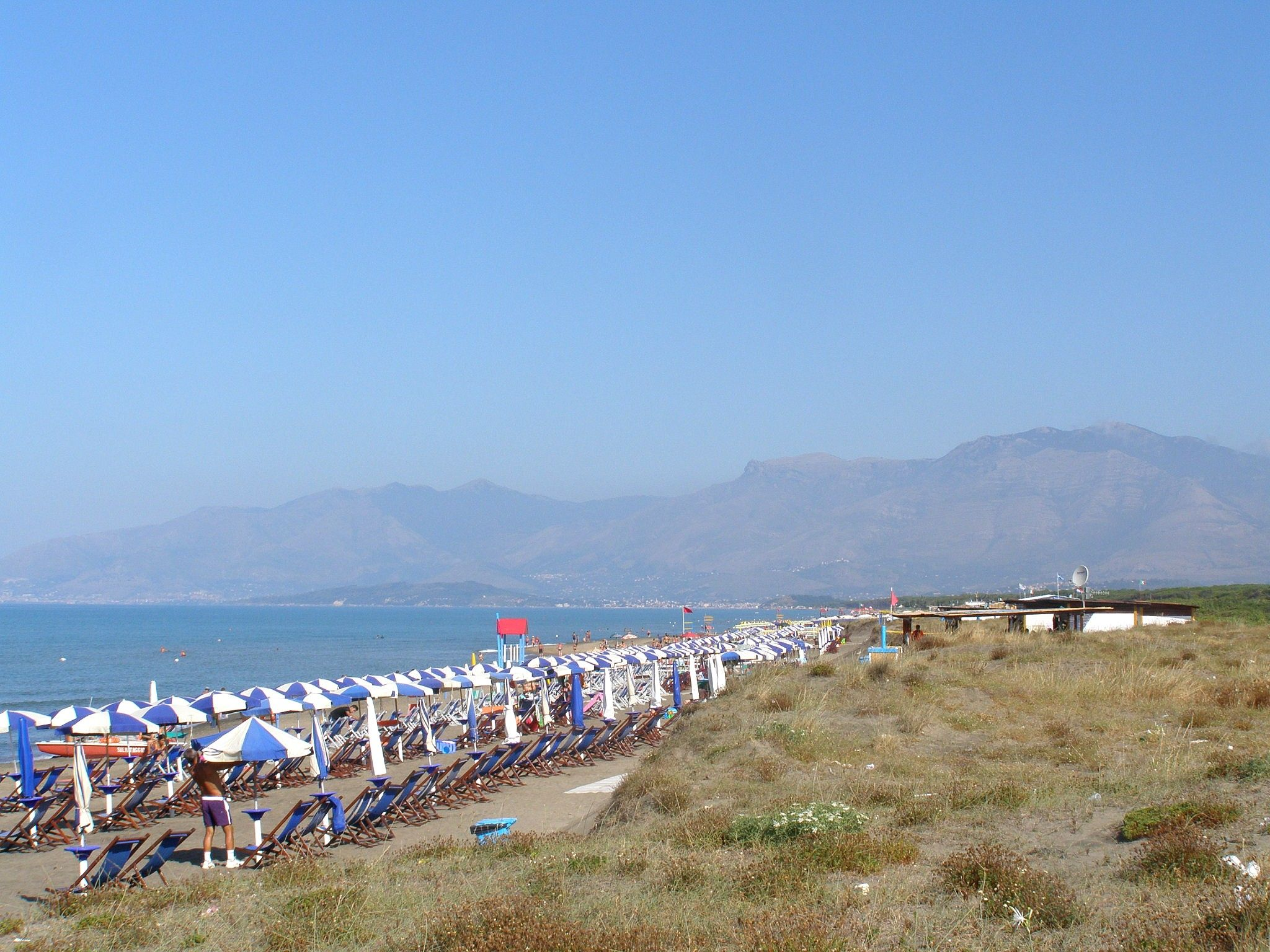
La spiaggia di Baia Domizia

### Il terremoto del 1980 e il declino
Nel 1975 il distacco del comune di Cellole da quello di Sessa Aurunca comportò la suddivisione amministrativa della località balneare tra i due comuni. La divisione avrebbe dovuto essere provvisoria, in attesa che i comuni interessati trovassero tra di loro un accordo ma, in mancanza di esso, di fatto divenne definitiva. Ciò innescò un sistema di veti incrociati che ancora oggi costituisce una delle cause del mancato sviluppo, anche a causa della miopia delle rispettive giunte comunali che, invece di investire nella località e promuovere iniziative tali da incoraggiare ulteriormente l'afflusso turistico, pensarono unicamente a sfruttarne le risorse. Intanto la società "Aurunca Litora" fu travolta dalle difficoltà economiche di alcuni soci che decisero di lasciare e che vendettero - in alcuni casi svendendoli a cifre molto basse - i terreni rimasti, tra i quali quelli della zona nord che era completamente da edificare.
In seguito al terremoto dell'Irpinia del 1980, per far fronte all'emergenza, vennero requisite molte seconde case, alcuni residence e hotel per alloggiare circa settemila terremotati provenienti dalle zone più disagiate di Napoli e provincia. Alcuni ritennero ciò una decisione politica, il cui fine sarebbe stato quello di salvaguardare determinate località turistiche campane a discapito della provincia di Caserta, la cui forza politica non sarebbe stata tale da esercitare una energica opposizione. A riprova di ciò, molti occupanti vi rimasero a lungo, bloccando di fatto gran parte delle attività turistiche e determinando una generale situazione di degrado. In alcuni casi, i destinatari degli alloggi addirittura ridussero gli immobili requisiti al limite della fatiscenza, come nel caso dell' "Hotel Giulivo" e, a Baia Domizia Sud, del "Cosida Residence", quest'ultimo reso del tutto inagibile - in alcuni punti letteralmente devastato in modo tale da manifestare perfino il rischio di crollo - e successivamente riattato con radicali opere di ripristino delle strutture edilizie.

### La ripresa degli anni 2000
A partire dalla seconda metà degli anni 2000 si è assistito progressivamente ad una ripresa dei finanziamenti ed interventi per migliorare la vivibilità del luogo, come l'attivazione di un impianto di depurazione nel comune di Cellole, realizzazione di percorsi ciclabili, per un rilancio turistico fondato nell'impianto urbanistico e nel rispetto della natura, oltre che nella vicinanza a numerosi luoghi di interesse archeologici e artistici.
Sulla base dei rilievi effettuati nel 2014, l'Arpac ha dato un giudizio di eccellenza in termini di pulizia delle acque; la località registró nelle sue strutture ricettive oltre 600 000 presenze (circa l'85% dall'estero) che ne fecero la prima nell'accoglienza in tutta la provincia di Caserta.
A Maggio 2024 la F.E.E. (Foundation for Environmental Education) ha insignito il mare di Baia Domizia per la parte del comune di Cellole del  riconoscimento di Bandiera blu che per la prima volta nella storia della provincia di Caserta, è andata ad un proprio comune. Ciò al lavoro della nuova giunta comunale del comune di Cellole oltre che dai forti  investimenti fatti dalla Regione Campania che con l'omonimo progetto "la Bandiera Blu del litorale domizio"  varato nel 2014.

## Geografia fisica

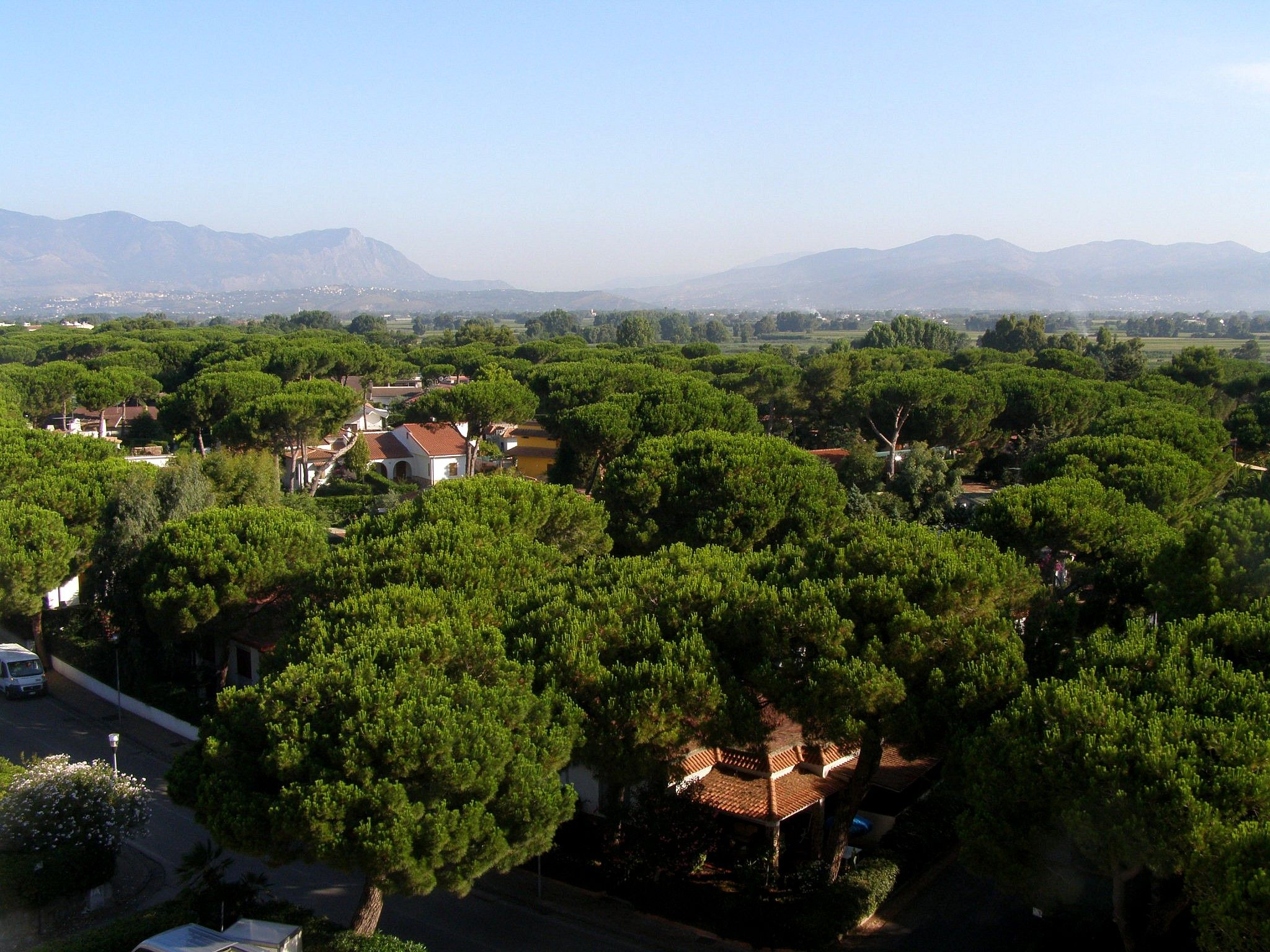
La pineta

Il suo nome deriva dalla sua posizione geografica, la cittadina è stata infatti fondata vicino baia del golfo di Gaeta ed è situata sul litorale domizio che denomina il tratto di costa che da Torregaveta arriva a Baia Domizia, tangendo l'attuale Via Domiziana (SS7 quater).
La località è inserita in un'area di grande interesse naturalistico. Gli ultimi 4 km del litorale della località sono compresi nel Parco regionale di Roccamonfina-Foce Garigliano. La parte alle spalle del litorale sabbioso è delimitata da un lungo susseguirsi di dune che, verso l'interno, lasciano il posto alla pineta. All'interno di quest'area è già presente una rete di sentieri che permette di visitarne tutti gli ambienti. La sabbia come la spiaggia è di origine vulcanica, nata dal vicino e inattivo vulcano di Roccamonfina, e la vegetazione è costituita dalla macchia mediterranea e soprattutto dalla massiccia presenza di pini.
La pineta è in gran parte antropica, fu infatti piantata durante le varie bonifiche dell'area che fu paludosa, e che a tratti è quasi priva di sottobosco. Laddove le condizioni ecologiche lo consentono, lascia il posto alla macchia alta ed infine alla lecceta. Verso il mare domina la macchia mediterranea, ancora intatta su oltre 6 km del litorale. Nella zona vegetano la Romulea rollii il cosiddetto "zafferanetto di Rolli", le orchidacee, con una decina di specie, soprattutto di Ophrys, prospera il candido e robusto Pancratium maritimum (giglio di mare). la vegetazione è arricchita dalla presenza delle piante pioniere cresciute sulle dune a ridosso delle spiagge.

### Suddivisioni amministrative
Originariamente era una frazione compresa interamente nel comune di Sessa Aurunca. Nel 1975 Cellole, anch'essa precedentemente frazione di Sessa, ottenne l'autonomia amministrativa. Il territorio della località fu quindi diviso tra i due comuni: le parti a sud e ad est (la parte Sud Baia Domizia  e Baia Felice) furono assegnate a Cellole, mentre la zona del centro e tutta la parte nord  fino al fiume Garigliano rimasero sotto l'amministrazione di Sessa Aurunca. Dopo quasi mezzo secolo i confini amministrativi tra Sessa Aurunca e Cellole non sono definitivi e sono ancora oggetto di discussioni e scontri tra i due comuni.
Per la sua posizione geografica è stata definita "Porta del Sud" per essere la prima località della Campania che si incontra arrivando dal Lazio.

## Arte & Cultura

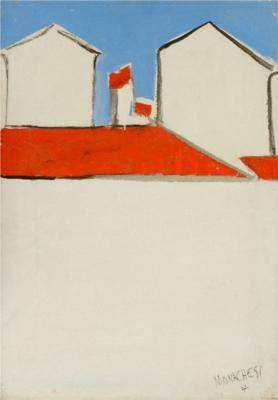
Baia Domizia - dipinto di Sante Monachesi

Molti artisti, pittori e scultori frequentarono la località; ad esempio a Baia Domizia trascorreva le sue vacanze l'artista futurista Sante Monachesi. Qui, nel settembre del 1968 l'artista si rinchiuse per alcuni giorni in un grande cubo nero (in segno di lutto) costruito con tralicci in legno, stoffa e perspex che sistemò nella piazza centrale per attuare una sua personale protesta contro la repressione sovietica della primavera di Praga. La cosa ebbe grande eco sia in Italia che a livello internazionale. Rinchiuso nel cubo, oltre a dipingere, scrisse la terza parte del manifesto del movimento artistico del quale fu fondatore, il cosiddetto movimento agrà.
La località fu frequentata tra gli altri anche da alcuni tra gli artisti e personaggi più in vista dell'epoca, tra cui Michelangelo Antonioni, John Lennon, Peppino De Filippo, Totò, Patty Pravo, il principe Karim Aga Khan IV, Lucio Dalla, Tony Tammaro, Umberto Bindi e più recentemente la showgirl Barbara d'Urso e dal calciatore italiano Lorenzo Insigne. Tra le altre personalità amanti del luogo ricordiamo lo scrittore e giornalista Mario Pomilio che ad esso dedicò alcune sue poesie, il giurista Giuseppe Abbamonte, che ne è stato per oltre 40 anni un innamorato frequentatore, il presidente del parlamento europeo David Sassoli, e Giuseppe Longato, amante dell'arte e del bello che fece arricchire dallo scultore Pino Castagna con delle sue opere in ceramica alcuni dei grandi alberghi.
Nel centro di Baia Domizia dal 1975 si può ammirare la chiesa di San Francesco d'Assisi con una suggestiva architettura moderna a capriate lignee con all'interno opere d'arte sacra moderna.  

### Cinema
Nella località nel 1969 fu girato lo sceneggiato tv La donna di cuori con Ubaldo Lay nella parte del tenente Sheridan.
Nel 2001 vi fu girata gran parte del film Ginostra con Harvey Keitel, Andie MacDowell, Stefano Dionisi, Francesca Neri, Harry Dean Stanton, Asia Argento, Violante Placido.

### Manifestazioni ed eventi
- "Baia Domizia Blues" (ora "Campania Blues Festival"): rassegna internazionale di musica e cultura blues, che si svolge dal 2006, nel mese di luglio. Ha ospitato alcuni tra i più grandi musicisti del genere musicale del mondo, rientrando nel novero dei più importanti festival blues nazionali.
- "L'Arena d'Arte": festival internazionale delle sculture di sabbia di Baia Domizia", esposizione di sculture monumentali di sabbia realizzate da rinomati scultori provenienti da tutto il mondo. La prima edizione si è tenuta nel 2008.
- Nel settembre 1976 l'Alfa Romeo organizzò presso il complesso Marina Residence di Baia Domizia Sud la presentazione alla stampa mondiale del modello Alfasud Sprint.
- Il 9 settembre 1989 Baia Domizia entrò ufficialmente nel Guinness dei primati, quando tre pasticcerie della località realizzarono assieme la crostata di frutta più lunga del mondo, da 360 metri. Il record fu battuto solo alla fine degli anni '90.[21]

## Sport
- Nel 1986 la settima tappa del Giro d'Italia, partita da Potenza, si concluse a Baia Domizia con la vittoria di Guido Bontempi. Tuttavia l'evento, purtroppo, non portò i benefici sperati per le attività turistiche e commerciali del luogo, in quanto quel giorno la tappa non fu nemmeno trasmessa in diretta TV a causa di un concomitante sciopero del personale radiotelevisivo, il che di fatto vanificò l'enorme battage pubblicitario promosso per l'occasione. Inoltre, essendo il viale centrale sul quale era stato allestito l'arrivo (Viale degli Oleandri, all'altezza del "centro sociale") curvilineo e troppo stretto per poter permettere agevolmente la volata finale, si verificò, qualche centinaio di metri prima della dirittura d'arrivo, una caduta che coinvolse numerosi corridori.[senza fonte]

- Nel 1998 anche la Tirreno-Adriatico fece tappa a Baia Domizia. La frazione, partita da Sorrento, si concluse con la vittoria di Erik Zabel, [22][23] questa volta senza problemi nonostante l'arrivo - per giunta sotto una pioggia incessante - nello stesso punto del Giro d'Italia di 12 anni prima.